# Eva Rumpf
Eva Rumpf (* 1988 in Neustadt an der Weinstraße) ist eine deutsche Keramikerin.  Sie hat einen Lehrauftrag an der Universität Augsburg.

## Biographie
Sie ist eine Tochter des Künstlerehepaars Barbara Rumpf und Gernot Rumpf. Rumpf besuchte von 2005 bis 2008 die Staatliche Berufsfachschule für Keramik in Landshut. In dieser Zeit erlernte sie auch den Bronzeguss in der Werkstatt ihrer Eltern in Neustadt. Rumpf schloss die Ausbildung als Keramikerin ab und besuchte von 2010 bis 2013 die Staatliche Fachschule für Keramikgestaltung in Höhr-Grenzhausen. 2013 gründete Rumpf ihre eigene Keramikwerkstatt in Augsburg und bestand 2015 die Meisterprüfung im Keramikhandwerk. Von 2014 bis 2018 hatte Rumpf einen Lehrauftrag am Lehrstuhl für Kunstpädagogik der Philosophisch-Sozialwissenschaftlichen Fakultät der Universität Augsburg bei Constanze Kirchner. Rumpf hält dort ein Seminar Gestalten im Raum.

## Auszeichnungen und Ausstellungen (Auswahl)
- 2019 Diesener Töpfermarkt
- 2019 Freiburger Keramiktage
- 2018 „Junge Kunst“-Preis des Neustadter Kunstvereins
- 2018 Ausstellung „Keramikzentrum Höhr-Grenzhausen“ in der Galerie Handwerk in München
- 2015 Familie Rumpf: 4 Generationen im Herrenhof Mußbach
- 2014 Keramische Kunst in Galerie Aspekt, Neustadt
- 2013 Augsburger Kunstparcourt
- 2013 Markt für angewandte Kunst in Villa Wieser, Herxheim
- 2013 Keramik-Museum Westerwald, Höhr-Grenzhausen
- 2012 Objekt und Plastik im Stadtberger Rathausfoyer
- 2012 Finalistin im Wettbewerb Kunsthandwerk und Design 2012 des Bayerischen Kunstgewerbe-Vereins
- 2008 Glocken und Plastiken in Historisches Rathaus Mutterstadt